# Kaoma (Zambia)
Kaoma es una ciudad situada en la provincia Occidental, Zambia. Se encuentra a unos 460 km al oeste de Lusaka. Tiene una población de 19.851 habitantes, según el censo de 2010.
En las proximidades de la ciudad se encuentra el Parque nacional Kafue. 